# غفوروف (مدينة)
غفوروف هي بلدة في مقاطعة كرمنه في ولاية نواوي في أوزبكستان.
البلدة تحمل اسم باباجان غفوروف [الإنجليزية]، واسمها السابق هو ياشليك.